# Vennaskond
Vennaskond (est. braterstwo) – estoński zespół punkrockowy, założony w 1984 roku w Tallinnie. Grupa koncertowała w Estonii, Finlandii, na Łotwie, w Rumunii, Szwecji, Niemczech, we Francji i w USA.

## Członkowie
- Tõnu Trubetsky (znany również jako Tony Blackplait) – wokal (od 1984)
- Roy Strider – gitara (od 2004)
- Gunnar Kõpp – gitara (od 2008)
- Hedwig Allika – skrzypce (od 2006)
- Ed Edinburgh – gitara basowa (sporadycznie od 2000)
- Anneli Kadakas – perkusja (sporadycznie od 2003)
- Henry Leppnurm – perkusja (sporadycznie od 2004)

### Byli członkowie
Członkowie Vennaskond zmieniali się często i bywało, że ten sam skład nie grał nawet dwóch następujących po sobie koncertów. Jedynie Tõnu Trubetsky należy do zespołu nieprzerwanie od 1984.
Poniższa lista przedstawia tylko część spośród byłych członków zespołu:
- Teet Tibar – gitara (1984–1985, 1987, 1996–1997)
- Marco Rüütel – gitara (1984)
- Tarmo Kruusimäe – gitara basowa (1984)
- Andrus Lomp – perkusja (1984–1985, 1987–1988)
- Reet Nõgisto – guitar basowa (1984)
- Richard Nool – perkusja (1984)
- Kalle Käo – gitara (1985)
- Toomas Leemets – perkusja (1985)
- Jaan-Eik Tulve – gitara basowa (1985–1987)
- Martin Post – perkusja (1985)
- Allan Hmelnitski – perkusja (1985)
- Mait Re – perkusja, gitara (1985–1988, 2005–2006)
- Andres Aru – perkusja (1986)
- Venno Vanamölder – perkusja (1987–1989)
- Ivo Uukkivi (1987)
- Anti Pathique – gitara, gitara basowa (1987, 1989–1996, 2002–2005, 2008)
- Martin Süvari – gitara basowa (1987)
- Mati Pors – gitara basowa (1987)
- Tom Kinkar – gitara basowa (1987–1989)
- Koidu Jürisoo – skrzypce (1987)
- Villu Tamme – gitara (1987)
- Margus Põldsepp – gitara (1988)
- Jüri Kłyszejko – gitara (1988–1989)
- Raul Saaremets – perkusja (1988)
- Vadim Družkov – perkusja (1988)
- Ivo Schenkenberg Jr – perkusja (prawdziwe nazwisko: Ivo Orav; 1988–1990)
- Kristjan Mäeots – perkusja (1989, 1998, 1999–2000)
- Ira Vatsel – skrzypce (1989)
- Ruth Saulski – skrzypce (1989)
- Herbert Spencer Jr – gitara basowa (1989)
- Kristian Müller – perkusja (1989)
- Maarja Ora – skrzypce (1989–1990)
- Mait Vaik – gitara basowa (1989–1996, 1999)
- Hindrek Heibre – perkusja (1989–1993)
- Ülari Ollik – akordeon (1990, 1993–1996)
- Allan Vainola – gitara (1990–1996, 1996, 1998–2006, 2008)
- Max Sinister – gitara basowa (prawdziwe nazwisko: Margus Müil; 1993)
- Rainis Kingu – perkusja (1993–1998)
- Camille Camille – skrzypce (prawdziwe nazwisko: Imbi-Camille Rätsep; 1993–1998)
- Kaspar Jancis – gitara, gitara basowa, pianino, organy elektryczne (1993–1998, 1999)
- Alar Aigro – gitara basowa (1997–1999, 2000–2001, 2003, 2005)
- Henn Rebane – akordeon (1997)
- Tamur Marjasoo – gitara (1998)
- Catherine Matveus – skrzypce (1998–2003)
- Rein Joasoo (1999)
- Margus Tamm (1999)
- Tuuliki Leinpere – skrzypce (2003–2006)
- Pexte Paxter – perkusja (pod pseudonimem; 2005)
- Angelica Awerianowa – skrzypce (2006)
- Pet Creep – perkusja (prawdziwe nazwisko: Peeter Proos, 2007, 2008)

## Dyskografia

### Albumy
- Ltn. Schmidt'i pojad (1991), Vennaskond – kaseta magnetofonowa
- Rockipiraadid (1992), Theka – kaseta magnetofonowa
- Usk. Lootus. Armastus. (1993), EHL Trading/Vennaskond – kaseta magnetofonowa, płyta kompaktowa; wydana ponownie z inną okładką i kolejnością utworów jako Insener Garini hüperboloid (1999), Vennaskond – kaseta magnetofonowa
- Vaenlane ei maga (1993), Vennaskond – kaseta magnetofonowa
- Võluri tagasitulek (1994), Vennaskond – kaseta magnetofonowa
- Inglid ja kangelased (1995), Vennaskond – kaseta magnetofonowa, płyta kompaktowa
- Mina ja George (1996), Vennaskond – kaseta magnetofonowa, płyta kompaktowa
- Reis Kuule (1997), Vennaskond – kaseta magnetofonowa, płyta kompaktowa
- Warszawianka (1999), HyperElwood – kaseta magnetofonowa, płyta kompaktowa
- Ma armastan Ameerikat (2001), DayDream Productions/Kaljukotkas/Remavert – kaseta magnetofonowa, płyta kompaktowa
- News from Nowhere (2001), Kaljukotkas/DayDream/Remavert – kaseta magnetofonowa, płyta kompaktowa
- Subway (2003), Vennaskond – płyta kompaktowa
- Rīgas Kaos (2005), Līgo – longplay

### Kompilacje
- Priima (1999), HyperElwood – 2 kasety magnetofonowe, 2 płyty kompaktowe

### Single
- Girl in Black/Riga My Love (1991), Vennaskond – płyta gramofonowa 7-calowa